# Арсенат кобальта(II)
Арсенат кобальта(II) — неорганическое соединение,
соль кобальта и мышьяковой кислоты с формулой Co3(AsO4)2,
не растворяется в воде,
образует кристаллогидраты — красно-фиолетовые кристаллы.

## Получение
- В природе встречается минерал эритрин — Co3(AsO4)2•8H2O с примесями Ni, Fe, Zn, Mg, Ca.

## Физические свойства
Арсенат кобальта(II) образует кристаллы
моноклинной сингонии,
пространственная группа P 21/c,
параметры ячейки a = 0,5830 нм, b = 0,9675 нм, c = 1,034 нм, β = 93,42°, Z = 4.
Не растворяется в воде, р ПР = 28,6.
Образует кристаллогидрат состава Co3(AsO4)2•8H2O,
моноклинная сингония,
пространственная группа I 2/m,
параметры ячейки a = 1,0056 нм, b = 1,3340 нм, c = 0,4730 нм, β = 102,0°, Z = 2.
С аммиаком образует аддукт вида Co3(AsO4)2•NH3•7H2O, Co3(AsO4)2•2NH3•6H2O, Co3(AsO4)2•3NH3•5H2O.

## Применение
- Пигмент для росписи на стекле и фарфоре.
- Компонент шихты в производстве цветного стекла.